# 사자타마린

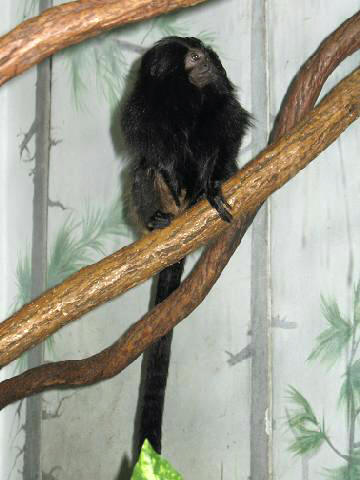
L. chrysopygus

사자타마린, 라이온타마린 또는 갈기 마모셋은 사자타마린속(Leontopithecus)에 속하는 직비원류 영장류의 총칭이다. 4종을 포함하고 있다.

## 하위 종
사자타마린 종들의 차이는 기본적으로 털 색깔로 나뉘며, 쉽게 구분할 수 있다.:
- 황금사자타마린 (L. rosalia) — 전체적으로 황금빛 털이 덮여 있으며, 갈기는 어두운 색 또는 검은색을 띄기도 한다.
- 황금머리사자타마린 (L. chrysomelas) — 황금빛 얼굴과 팔다리 그리고, 꼬리와 검은색 털
- 검은사자타마린 또는 황금궁둥이사자타마린 (L. chrysopygus) — 어두운 황금빛 궁둥이와 검은색 털
- 검은얼굴사자타마린 또는 수퍼라구이사자타마린 (L. caissara) — 검은 얼굴과 팔다리 그리고 꼬리와 황금빛 털

## 계통 분류
비단원숭이과의 계통 분류는 다음과 같다.
|  | 사자타마린속                                                                                  |
|  |                                                                                               |
|  | \| \| 괼디원숭이속 \| \| \| \| \| \| 마모셋(비단마모셋속, 미코속, 피그미마모셋속) \| \| \| \| |
|  |                                                                                               |
|  | 괼디원숭이속                                                                                  |
|  |                                                                                               |
|  | 마모셋(비단마모셋속, 미코속, 피그미마모셋속)                                                  |
|  |                                                                                               |

|  | 괼디원숭이속                                 |
|  |                                              |
|  | 마모셋(비단마모셋속, 미코속, 피그미마모셋속) |
|  |                                              |

|  | 검은망토타마린속 |
|  |                  |
|  | 타마린속         |
|  |                  |

|  | 사자타마린속                                                                                  |
|  |                                                                                               |
|  | \| \| 괼디원숭이속 \| \| \| \| \| \| 마모셋(비단마모셋속, 미코속, 피그미마모셋속) \| \| \| \| |
|  |                                                                                               |
|  | 괼디원숭이속                                                                                  |
|  |                                                                                               |
|  | 마모셋(비단마모셋속, 미코속, 피그미마모셋속)                                                  |
|  |                                                                                               |

|  | 괼디원숭이속                                 |
|  |                                              |
|  | 마모셋(비단마모셋속, 미코속, 피그미마모셋속) |
|  |                                              |

|  | 검은망토타마린속 |
|  |                  |
|  | 타마린속         |
|  |                  |

## 같이 보기
- 타마린속 (Saguinus)